# 12279 Laon
12279 Laon eller 1990 WP4 är en asteroid i huvudbältet som upptäcktes den 16 november 1990 av den belgiske astronomen Eric W. Elst vid La Silla-observatoriet. Den är uppkallad efter den franska staden Laon.
Asteroiden har en diameter på ungefär 8 kilometer och den tillhör asteroidgruppen Gefion.